# Kecamatan Bulu (distrikt i Indonesien, lat -7,32, long 110,09)
Kecamatan Bulu är ett distrikt i Indonesien.   Det ligger i provinsen Jawa Tengah, i den västra delen av landet, 400 km öster om huvudstaden Jakarta.